# Dipoena seminigra
Dipoena seminigra är en spindelart som beskrevs av Simon 1909. Dipoena seminigra ingår i släktet Dipoena och familjen klotspindlar.
Artens utbredningsområde är Vietnam. Inga underarter finns listade i Catalogue of Life.